# 新版歌祭文
『新版歌祭文』（しんぱんうたざいもん）は、江戸中期の人形浄瑠璃および歌舞伎の演目。お染久松の心中事件を脚色した上下二巻の世話物であり、作者は近松半二。安永9年（1780年）に大坂竹本座で初演された。

## 成立
題材となった心中事件は、黒木勘蔵の推論によれば宝永5年（1708年）に起きている。その後、事件は脚色され歌祭文となって流布した。宝永7年には歌舞伎狂言『心中鬼門角』として初の舞台化がなされたが、『新版歌祭文』に直接の影響を与えた作品は、宝永8年（1711年）に豊竹座で初演となった人形浄瑠璃『お染久松袂の白しぼり』である。『袂の白しぼり』は所作事の傑作として、諸流派で繰り返し再作品化されている。
『新版歌祭文』は、お染・久松の心中事件を下敷きとして、安永年間の風俗や事物を活写して創作された作品であり、特に野崎村の段は全て半二の創案によるものである。世話物とされているが、悪党の奸計や刀の詮議、改心の愁歎などの要素が盛り込まれた歌舞伎仕立ての作品となっている。

## あらすじ
油屋の娘お染と、武家の出自を持つ丁稚の久松は身分違いの恋に落ちるものの、お染は他家と親同士の結納を交わしていた。奸計によって引き離された久松は、郷里の野崎村で養父母の実娘お光と祝言を上げることになった。そこへお染が現れて懐妊の事実を告げ、久松と別れなければならないなら死を選ぶと言い放つ。嫉妬しつつも二人の覚悟を察したお光は、身を引いて尼になる。
大阪に戻った久松をお家再興の話が待っていた。しかし、奸計によって結納金盗難の犯人に仕立て上げられ、蔵に閉じ込められる。蔵の窓越しに再会したお染と久松は、来世での幸福を約束しそれぞれ命を絶った。